# Dąbrowa (hromada Zbaraż)
Dąbrowa (ukr. Діброва, Dibrowa) – wieś na Ukrainie, w obwodzie tarnopolskim, w rejonie tarnopolskim, w hromadzie Zbaraż. W 2001 roku liczyła 139 mieszkańców.
Do 2020 w rejonie zbaraskim.